# Polskie Towarzystwo Pielęgniarskie
Polskie Towarzystwo Pielęgniarskie, PTP (ang. Polish Nurses Association) – powstało w 1957 roku. Od 2006 roku jest to organizacja pożytku publicznego. Jego członkami są pielęgniarki, pielęgniarze i położne, którzy mają uprawnienia do wykonywania zawodu. PTP kontynuuje działalność Polskiego Stowarzyszenia Pielęgniarek Zawodowych (1925–1957), które było pierwszą samorządną organizacją pielęgniarek w Polsce. PTP od 1993 roku funkcjonuje jako towarzystwo naukowe. Zajmuje się realizacją zaleceń Międzynarodowej Rady Pielęgniarek (ICN) obejmujących kształcenie, doskonalenie i regulacje prawne dotyczące zawodu pielęgniarki. Realizowane zadania skupione są wokół etyki, poziomu i rangi zawodu pielęgniarki.

## Cele PTP
- popularyzowanie nauki w zakresie pielęgniarstwa i dziedzin pokrewnych oraz kształtowanie postaw etycznych członków PTP
- wspieranie pielęgniarek, pielęgniarzy i położnych w zakresie zawodowego i naukowego rozwoju
- prowadzenie badań naukowych w zakresie pielęgniarstwa i wcielanie ich do pracy zawodowej
- współpraca międzynarodowa i krajowa z instytucjami i organizacjami naukowymi w zakresie wymiany doświadczeń

## Historia
Działania zmierzające do utworzenia PTP rozpoczęły się w drugiej połowie 1956 roku. Komitet Organizacyjny Polskiego Towarzystwa Pielęgniarskiego, powstały przy pomocy ministra zdrowia ,iInicjatorkami były: Zofia Konderska, Jadwiga Kaniewska-Iżycka, Anna Biernacka – Setnikowa, Rachela Hutner, Halina Stefańska, Zofia Żołędziowska, Helena Rabowska – Witkiewiczowi i inne pielęgniarki. PTP zostało powołane do życia 6 stycznia 1957 roku. Na zjeździe, który się wówczas odbył wybrano władze i uchwalono statut, który zatwierdzono 23 marca 1957 roku. Na przewodniczącą Zarządu Głównego powołano Halinę Stefańską. Towarzystwo pełniło wówczas rolę opiniotwórczą i doradczą. Zakres jego działania obracał się wokół nowelizacji ustawy o zawodzie pielęgniarki, utworzenia w Ministerstwie Zdrowia jednostki zajmującej się polityką pielęgniarską, powołania kierunku studiów pielęgniarskich, dbania o etykę zawodową i podnoszenia rangi zawodu.
W 1960 roku PTP rozpoczęło przygotowania do powstania studiów wyższych dla pielęgniarek. W tym samym roku przy udziale PTP i Sekcji Pielęgniarek Związku Zawodowego Pracowników Służby Zdrowia (ZZ PSZ) został utworzony przez Ministra Zdrowia i Opieki Społecznej Ośrodek Doskonalenia Średnich Kadr Medycznych. Kierownictwo nad nim objęła Rachela Hutner.
Rok później (18 kwietnia 1961 roku) ponownie poprawiono i zatwierdzono statut. Kolejne poprawki miały miejsce: 24 kwietnia 1973 roku, w 1993 i 2002 roku.
Podczas Kongresu Międzynarodowej Rady Pielęgniarek (ICN) w Melbourne w 1961 roku PTP zostało powołane na jej członka.
Następnie w 1969 roku, przy udziale PTP zostało powołane trzyletnie Studium Pielęgniarstwa funkcjonujące przy Akademii Medycznej w Lublinie, które w 1972 roku przekształciło się w Wydział Pielęgniarstwa Akademii Medycznej w Lublinie. Było ono wówczas jedynym w Europie miejscem kształcenia akademickiego pielęgniarek.
W 1973 PTP opublikowało „Zasad etyki zawodowej pielęgniarki i położnej”. Było to pierwsze w Polsce opracowanie tego typu. Na mocy MZiOS od 1984 roku zasady te stały się obowiązujące w zawodzie pielęgniarki i położnej.
W 1979 Zarząd Główny Polskiego Towarzystwa Pielęgniarskiego zwrócił się z postulatem do Ministerstwa Zdrowia i Opieki Społecznej o utworzenie Departamentu Pielęgniarstwa. W tym samym roku PTP wraz z MZiOS i Związkiem Socjalistycznej Młodzieży Polskiej przeprowadziło turniej: Złoty Czepek Pielęgniarski. 
W 1981 roku został powołany samodzielny Wydział Pielęgniarstwa w Ministerstwie Zdrowia i Opieki Społecznej.
W 1988 roku PTP zostało przyjęte w poczet członków Zrzeszenia Polskich Towarzystw Medycznych.
Natomiast w 1989 roku Zarząd Główny Polskiego Towarzystwa Pielęgniarek zatwierdził Hymn Pielęgniarek. W tym samym roku Urszula Krzyżanowska-Łagowska zajęła się opracowaniem projektu ustawy o samorządzie pielęgniarek i położnych a posłanka Krystyna Ejsmont przyczyniła się do podjęcia przez Sejm dyskusji nad nim. Ustawa o Samorządzie Pielęgniarek i Położnych została zatwierdzona przez Sejm 19 kwietnia 1991 roku.
W 1992 roku Zarząd Główny Towarzystwa powołał Komisje Problemowe.
W 1993 roku odbył się w Busku-Zdroju I Kongres Pielęgniarek i Położnych. W tym samym roku PTP zaczęło wydawać Zeszyty Naukowe pt. „Problemy Pielęgniarstwa”. 
Podczas Walnego Zjazdu PTP w 1993 roku został zmieniony statut i status zrzeszenia. Od tamtego czasu organizacja funkcjonuje jako Towarzystwo Naukowe. Powołane też zostały: Rada Naukowa i organ opiniodawczo-doradczy ZG PTP.
Na przełomie 1995 i 1996 roku przedstawiciele Zarządu Głównego Towarzystwa brali udział w pracach nad: Ustawą o Zawodach Pielęgniarki i Położnej oraz Kodeksem Etyki Polskiej Pielęgniarki i Położnej (Ustawa z dn. 5 lipca 1996 (Dz.U. z 1996 r. nr 91, poz. 410)). Uczestniczyli oni również w opracowywaniu nowelizacji tej Ustawy w latach 1998, 2000 i 2002.
W 1994 roku w Londynie odbyły się uroczystości stulecia Międzynarodowej Rady Pielęgniarek, gdzie Polskę reprezentowało 14 osób z Polskiego Towarzystwa Pielęgniarskiego.
Natomiast w 2002 roku po raz kolejny Walny Zjazd PTP dokonał zmiany statutu.
Podczas Zjazdu Delegatów w Łodzi w 2005 roku podjęto decyzję o przekształceniu PTP w organizację pożytku publicznego. Jako organizacja pożytku publicznego PTP funkcjonuje od 2006 roku.

## Struktura PTP
W skład Polskiego Towarzystwa Pielęgniarskiego wchodzą:
- Zarząd Główny
- Rada Naukowa
- Główna Komisja Rewizyjna
- Główna Komisja Historyczna
- Komisja Odznaki Honorowej
- Zarządy Oddziałów

Najwyższą władzę pełni Krajowy Zjazd Delegatów, który odbywa się co 4 lata. Ostatni miał miejsce w Łodzi w listopadzie 2013 roku. W skład PTP wchodzi 16 oddziałów terenowych. Obecnie przewodniczącą organizacji jest Grażyna Wójcik.
PTP jest członkiem:
- Międzynarodowej Rady Pielęgniarek (ICN)
- Europejskiego Forum Narodowych Stowarzyszeń Pielęgniarek i Położnych, WHO (EFNNMA)
- Europejskiego Forum Stowarzyszeń Pielęgniarskich przy UE (EFN)
- Europejskiej Grupy Pielęgniarek Badaczy (WENR)